# Santo Domingo de Santa Bárbara
Santo Domingo, est un district du canton de Santa Bárbara, dans la province Heredia au nord du Costa Rica,,. Le district se compose de plusieurs grands quartiers: Roble. Cabecera et d'autres localités: Poblados: Amapola, Cartagos, Chagüite, Giralda, Guararí, Tranquera.

## Histoire
Comme le reste du canton, avant l'arrivée des colons espagnols, Santa Bárbara était à l'origine occupée par les Huetares (en), une tribu indigène. Le roi Huetare, Cacique Garabito, a dominé la région. Lorsque les Espagnols sont arrivés, ils appelaient à l'origine la région Churruca ou Surruco. Heredia, Barva et Alajuela, trois villes voisines, ont été peuplées et installées à la fin des années 1700. Au fur et à mesure que le commerce augmentait entre les trois villes, le canton s’est développé.

## Géographie
Santo Domingoa une superficie de 26,43 km2 à une altitude de 1 396 mètres.
Comme une grande partie du Costa Rica, Santo Domingo fait partie d'une zone à haut risque, selon la Comisión Nacional de Prevención de Riesgos (Commission nationale de prévention des risques). Cela est dû, essentiellement, à la géographie montagneuse du district, qui peut entraîner des glissements de terrain et des inondations.
Le District est couvert par les itinéraires routiers suivants: La Route National 126

## Démographie
Pour le Recensement 2011, Santo Domingocomptait une population de 2 879 habitants
| 1883 | 1892 | 1927 | 1950 | 1963 | 1973 | 1984 | 2000 | 2011 |
| ---- | ---- | ---- | ---- | ---- | ---- | ---- | ---- | ---- |
| 171  | 303  | 999  | 1311 | 2590 | 2931 | 1816 | 2647 | 2879 |

## Économie
Il existe diverses entreprises commerciales à Jesús, notamment des supermarchés, des restaurants et des dépanneurs, Il existe également une industrie touristique développée dans le district, a savoir l'Hotel Rosa Blanca, un petit hôtel de luxe, L'Hotel Monte Campana, situé à Birrí, comprend des ranchs, des piscines et d'autres activités. Un autre hôtel dans le district est La Catalina.

## Équipements
L'Église catholique dessert la région à travers l'archidiocèse d'Alajuela.

## Éducation
Il y a maintenant une école primaire dans le district: Escuela Aniceto Esquivel Sáenz, situé à El Roble. Les étudiants du district fréquentent généralement le lycée Colegio Santa Bárbara, mais peuvent également aller aux lycées de Barva ou Heredia.